# Codino (veicoli)

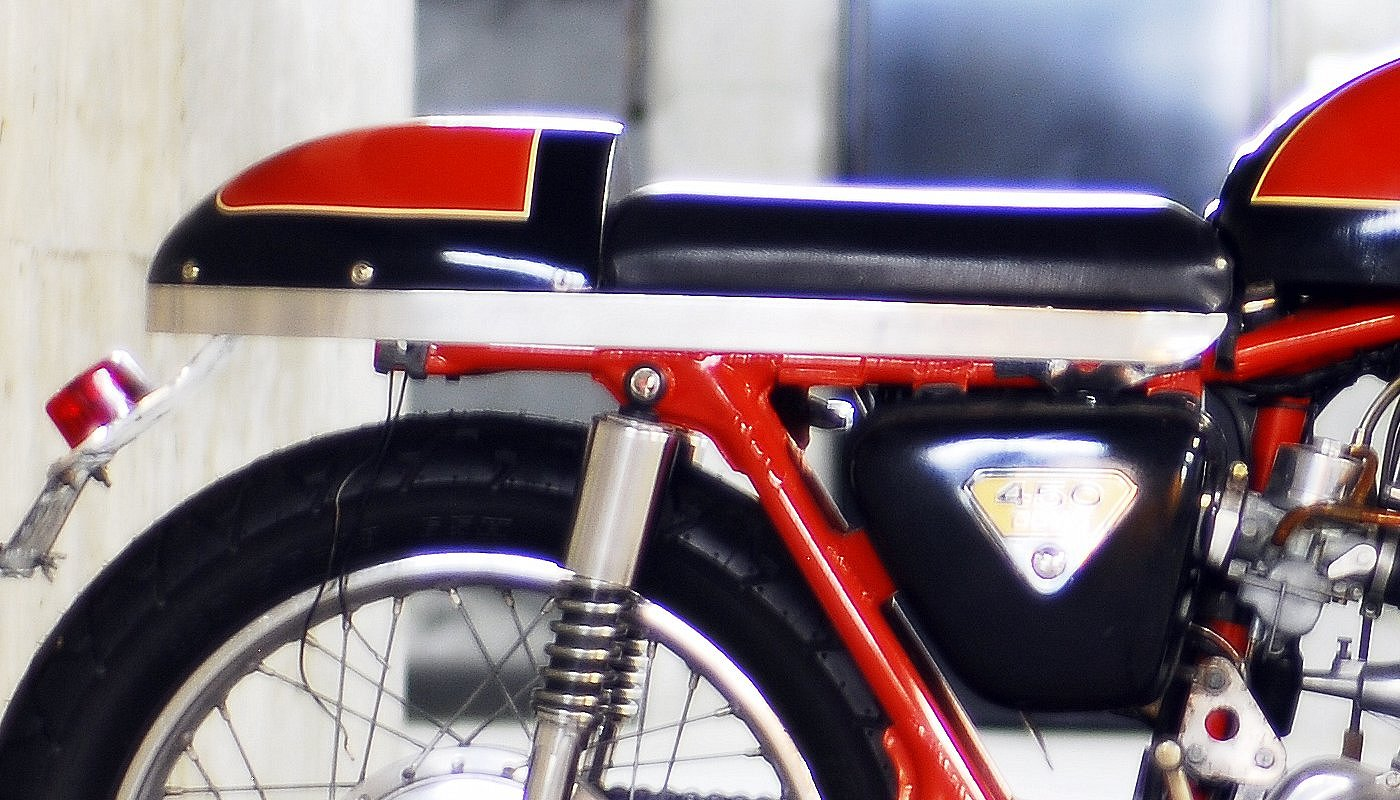
Sella con codino in stile anni '60 su Honda CB 450

Il codino, anche detto codone o unghia, è l'appendice posteriore alla sella di un motociclo, generalmente formato in materiale plastico e rialzato rispetto al piano di seduta del pilota.

## Storia
Negli anni cinquanta, sui campi di gara, le motociclette da competizione iniziarono ad essere dotate di selle con imbottitura differenziata, in modo tale da formare un rialzo nella parte posteriore. La nuova conformazione della sella era stata prevista allo scopo di offrire al pilota un appoggio e un riferimento per assumere la miglior posizione aerodinamica. Visto che l'appendice si trovava nella parte posteriore della moto (e del pilota) fu immediatamente battezzata "codino". 
Nel decennio successivo, allo scopo di risparmiare peso e ottenere un punto di riferimento di maggior robustezza e precisione, la grossa imbottitura posteriore della sella fu eliminata e sostituita con una piccola sponda perpendicolare, continuata da un leggero guscio di lamierino o materiale plastico, per coprire l'estremità del telaio. 

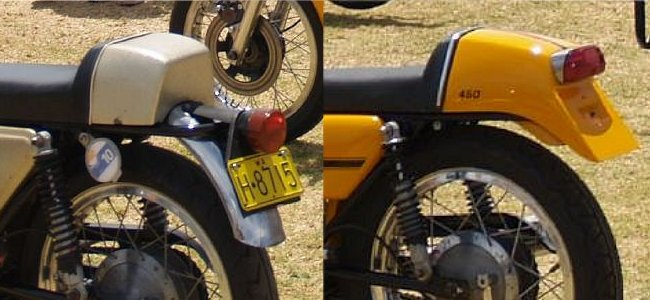
Evoluzione del codino per la Ducati Desmo 1970-1973

Successivamente, il codino subì varie evoluzioni che ne cambiarono la dimensione e la forma, in rapporto alle funzioni suppletive cui veniva destinato di volta in volta - da supporto per il numero di gara o per la targa, a base di aggrappaggio delle appendici aerodinamiche posteriori, da sede degli scarichi, a vano per la batteria o per il serbatoio dell'olio - fino a divenire definitivamente una parte integrante della carena. In alcuni casi, date le dimensioni assunte, viene anche definito "codone", soprattutto quando forma un tutt'uno con sella, parafango, porta targa e sede per le luci posteriori.
L'indubbio effetto estetico del codino e la sua valenza sportiva, suggerita dall'uso nelle gare, influenzò subito la produzione di serie. Già negli anni sessanta alcune case motociclistiche iniziarono a proporre modelli dotati di codino ed enorme fu la produzione di tale accessorio che, in quegli anni, veniva montato sulle moto dai proprietari, al fine di migliorarne la linea e dare un tocco di sportività.

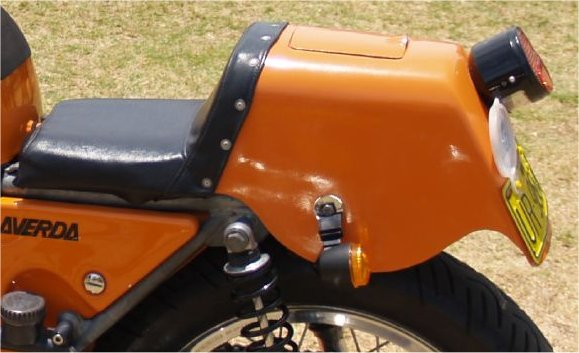
Il codone di una "SFC" del 1975

Particolarmente riuscite e apprezzate furono le soluzioni ideate, negli anni settanta, dalla Kawasaki e dalla Laverda. La prima realizzò un codino con vaga forma aerodinamica che riprendeva i colori e le modanature del serbatoio, collegando elegantemente le due parti. La Laverda propose sul modello "750 SF"un codino dotato di sportello a chiave che dava accesso a un vano, ove riporre documenti, occhiali, guanti e altri piccoli oggetti personali. Ancora più complesso il codone del modello competizione "SFC", con funzione di porta numero di gara, sede luci posteriori, parafango, porta targa e vano porta oggetti con sportello. Il consistente aumento del volume fece nascere il maggiorativo "codone", in seguito utilizzato parallelamente al termine originale.  

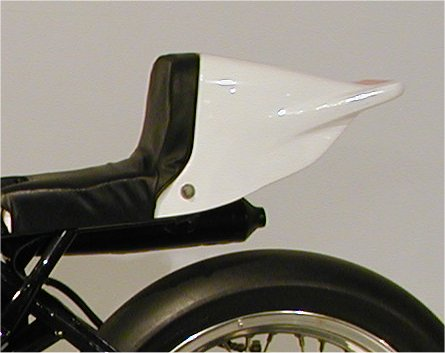
Codino con appendici aerodinamiche della Yamaha TZ del 1979

Molto interessante anche la soluzione adottata sulla MV Agusta 125 Sport, dove il codino poteva scorrere longitudinalmente sul piano di seduta, determinando lo spazio per il solo pilota o anche per il passeggero.
Durante gli anni ottanta il codino divenne una costante nella produzione motociclistica mondiale, turistica o sportiva, quale parte multifunzione e ideale continuazione di serbatoio o carenatura, oltre l'interruzione della sella. Iniziarono anche a vedersi, sempre mutuate dal mondo delle corse, le prime appendici aerodinamiche.

## Attualità

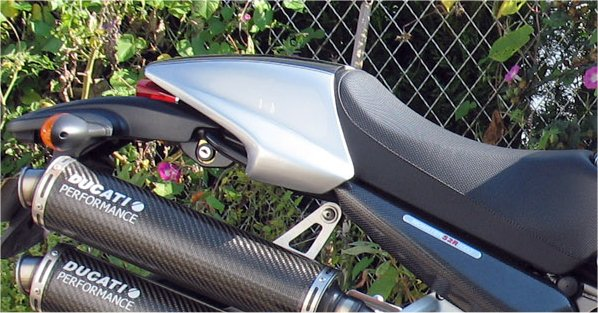
Unghia coprisella sulla Ducati Monster S2R del 2006

Nelle motociclette moderne, la conformazione anatomica della sella che prevede due diversi livelli di seduta per il pilota e per il passeggero, rende inutile il primigenio utilizzo del codino, per la maggior parte dei modelli. Tuttavia, allo scopo di non rinunciare all'effetto estetico, il codino viene spesso surrogato con una copertura rigida e asportabile della porzione posteriore della sella, detta "unghia", che ne riproduce fittiziamente l'esistenza.

## Funzione
Il codino ha come funzione:
- Supporto: conferisce un appoggio al pilota, il quale grazie a tale elemento evita di scivolare/scorrere all'indietro
- Aerodinamico: la sua forma, in particolar modo se affusolata, permette di ridurre le turbolenze aerodinamiche e inoltre può fare da supporto per altre appendici aerodinamiche
- Estetico e/o Rivestimento: viene sempre più integrato nella linea della moto e/o svolge la funzione mascherante di alcuni contenitori/portaoggetti
- Protezione: in alcuni modelli può costituire una protezione contro il calore dell'elemento terminale di scarico (quando questo è posto sotto alla sella guidatore)